# Melissa Araya
Melissa Andrea Araya Oros (Santiago, 15 de octubre de 1989) es una actriz chilena de cine, teatro y televisión, además de modelo, fotógrafa y directora.

## Biografía
Estudió actuación en la Pontificia Universidad Católica de Chile, egresando con la obra «Expediente Godoy: país de la ausencia, extraño país» dirigida por Paula Zúñiga en 2013, de la compañía Tabla Teatro. 
En 2015 estrenó como directora la obra «Salvemos el Bosque Ancestral», escrita por Rodrigo Díaz, formando la compañía Recreo Teatro Ancestral. 
Dedicada a la dirección y la docencia universitaria en sus primeros años de egresada, desde 2014 a 2021 dirigió la selección de teatro de la Universidad Diego Portales, conocida como la compañía TeatroUDP,en la que participaron estudiantes de distintas carreras. Además, entre 2021 y 2022 participó como docente colaboradora en el proyecto Escena Siena,que entrega herramientas actorales a estudiantes de pregrado y postgrado de psicología de la Universidad de Chile.
En 2016 dio vida a Catalina en el largometraje La increíble metamorfosis de Juan Pérez, dirigido por Álvaro Pruneda.
En 2019 debutó en la telenovela Gemelas en Chilevisión con el personaje de Carmela Johns, en la adaptación chilena de Educando a Nina. En 2022 protagonizó el capítulo «El compañero de la vida» con el personaje de Luciana en la serie El día menos pensado en TVN. En 2023 representó a Trinidad Fernández versión joven en la telenovela Juego de ilusiones en Mega.
Desde 2011 ha participado en más de once videoclips musicales de artistas nacionales e internacionales, entre los que se cuentan Young Cister y Alberto Comesaña.
Además es fotógrafa y fundadora de la productora MAO Escena.
Ejerció el rol de coach actoral de Vivian Inostroza en la telenovela La Ley de Baltazar durante 2022.

## Filmografía
| Año  | Producción                         | Personaje                | Canal       | Papel               |
| ---- | ---------------------------------- | ------------------------ | ----------- | ------------------- |
| 2010 | Bajo sospecha                      | Mariana                  | Chilevisión | Protagónico         |
| 2014 | Chipe libre                        | mujer bar                | Canal13     | Invitada            |
| 2018 | Efecto Mariposa: Antares de la luz | Josefina Lopez           | Mega        | Reparto             |
| 2018 | Soltera otra vez 3                 | mujer pareja             | Canal13     | Invitada            |
| 2019 | Gemelas                            | Carmela Johns            | Chilevisión | Reparto-antagonista |
| 2021 | #PobreNovio                        | Lucía                    | Mega        | Invitada            |
| 2022 | El día menos pensado               | Luciana                  | TVN         | Protagónico         |
| 2023 | Juego de ilusiones                 | Trinidad Fernández joven | Mega        | Reparto             |

| Año  | Producción                              | Tipo         | Personaje                  | Papel        |
| ---- | --------------------------------------- | ------------ | -------------------------- | ------------ |
| 2011 | Baile Peligroso                         | cortometraje | Denisse                    | Protagonista |
| 2015 | Lazos color púrpura                     | cortometraje | Isidora                    | Antagonista  |
| 2015 | La increíble metamorfosis de Juan Pérez | largometraje | Catalina                   | Antagonista  |
| 2020 | Olimpia Inteligencia Artificial         | cortometraje | Olimpia 2.0                | Invitada     |
| 2024 | Follow                                  | cortometraje | Recepcionista y voz Follow | Antagonista  |

| Año     | Producción                   | Personaje          | Dirección            |
| ------- | ---------------------------- | ------------------ | -------------------- |
| 2011    | Icaro Ópera rock             | Pájaro y ensamble  | Raimundo Guzmán      |
| 2012-13 | Sueño de una noche de verano | Hipólita y Hada    | Claudia Echenique    |
| 2013    | Artistas malditos            | Marilyn Monroe     | Juan Carlos Montagna |
| 2013-16 | Expediente Godoy             | Bernardita Insulza | Paula Zúñiga         |
| 2016    | Claudel                      | Camille Claudel    | Giovanna Carusso     |

| Año  | Canción       | Artista                    | Personaje     |
| ---- | ------------- | -------------------------- | ------------- |
| 2011 | Calibre 22    | La Horda                   | Asesina       |
| 2014 | Donde estés   | Alberto Comesaña           | Novia         |
| 2015 | #buscándote   | Nixo                       | mujer         |
| 2016 | Lo sabes bien | Emmanuel Faccilongo        | pareja hombre |
| 2016 | Sólo acércate | Daniel Parraguez- Daniguez | Macarena      |
| 2018 | En el borde   | Mariano Pavez              | Novia         |
| 2020 | Y tú          | Solareo                    | Exnovia       |
| 2022 | Adicta        | Nativo                     | Asesina       |
| 2022 | Volverás      | La Contraband              | Amiga         |
| 2022 | Tú y yo       | Fran Sfeir y Rigeo         | chica         |
| 2023 | Regalona      | Young Cister               | Pareja adulta |